# Felipe Muñoz
Felipe Muñoz Kapamas (Mexikóváros, 1951. február 3. – ) olimpiai bajnok mexikói úszó. Ő szerezte Mexikó történetének első olimpiai aranyát úszásban, összességében pedig az ország 4. aranyát. Beceneve El Tibio („Langyos”) volt.

## Élete és pályafutása
Már fiatal korában is kedvelte a sportokat, az úszást 12 évesen kezdte igazán komolyan venni. Először a Club Vanguardiában egy 18 méteres medencében edzett, aztán az Unidad Independenciában, majd szokatlan helyeken, például kisebb tavakban is megjelent. Gyakran panaszkodott arra, hogy a víz túl hideg vagy éppenséggel túl meleg: innen kapta az őt végül élete végéig elkísérő Tibio („Langyos”) becenevet.
Mivel az Unidad Independenciában nem ért el sikereket (más forrás szerint konfliktusba keveredett velük, és kizárták – az egyesület igazgatójának az autóját is levizelte, miután az igazgató annak ellenére sem engedte elindulni egy austini versenyen, hogy oda jogot szerzett az indulásra), ezért átment a Mexikói Társadalombiztosítási Intézethez (IMSS) tartozó Unidad Moreloshoz. Itt megismerte Nelson Vargas Bazáñezt, akinek segítségével elindult a sikerek útján. Naponta hajnali ötkor ment edzésre, aztán az iskola következett, majd újra az úszóedzés.
1966-ban behívták az úszóválogatottba, és bekerült Ronald Johnson keretébe is, amely az 1968-as mexikóvárosi olimpián szerepelt. Mivel az olimpia idején még csak 17 éves volt, ezért senki nem várta tőle a kiemelkedő szereplést, a 200 méteres mellúszás nagy esélyese a szovjet színekben versenyző Vlagyimir Koszinszkij volt. Végül Muñoz mégis a legjobb idővel jutott be a döntőbe, ahol 2 perc 28,07 másodperccel az első helyen végzett Koszinszkij előtt. Az első 50 méter után még ötödik volt, majd 100 és 150 után egy-egy hellyel följebb jött, az utolsó 50 méteren pedig először német, majd 170-nél szovjet ellenfelét is megelőzte, aki előtt végül fél testhosszal ért célba. Ezzel ő lett az első mexikói úszó olimpiai bajnok: ezek után sok évtizedig ez senki másnak nem sikerült.
1972-ben a müncheni olimpián a címvédés reményével állt rajthoz, de mindössze a negyedik lett. A következő Pánamerikai Játékokon még részt vett, de azután visszavonult, hogy kommunikációval és adminisztrációval kapcsolatos tanulmányait folytathassa.
1996-ban már ő irányította a mexikói válogatottat, 2000 és 2005 között pedig a Mexikói Olimpiai Bizottság elnöke volt. Politikusként is tevékenykedett, a Képviselőház tagja volt.